# Scorched 3D
Scorched 3D är en vidareutveckling av spelet Scorched Earth som fanns till DOS. Det är utvecklat till en 3D-miljö, men i övrigt är spelidén densamma. Spelet existerar i sin nuvarande version till flera plattformar: Microsoft Windows, Apple Macintosh och Linux. Spelet är GNU GPL-licenserat och finns att ladda ned gratis via dess officiella hemsida. Scorched 3D:s senaste stabila version är för tillfället 41.3 och utgavs i början av 2008.

## Skärmdumpar

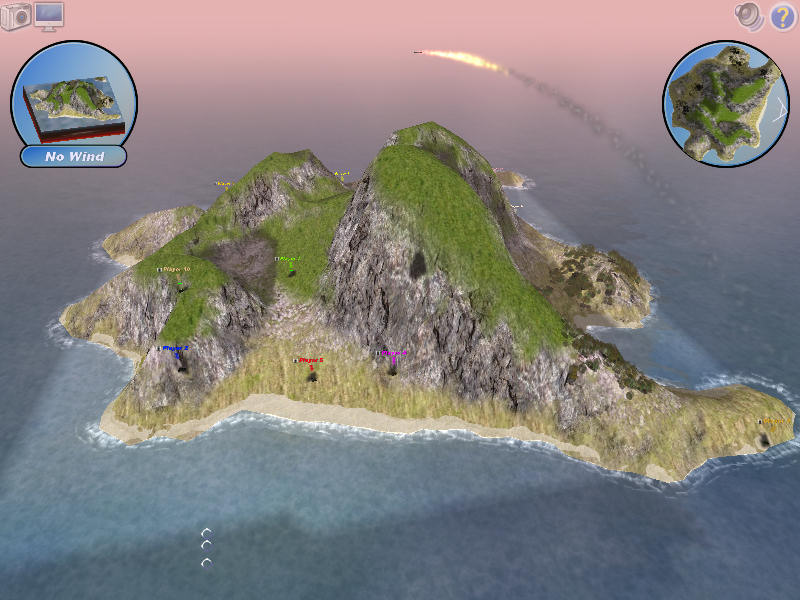
Långskott.
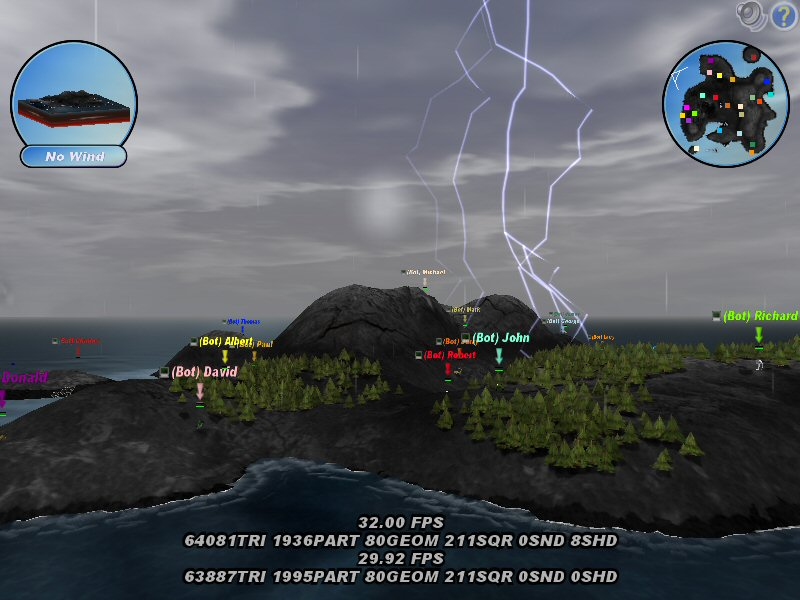
Bottar går att spela mot.